# Горња Омашница
Горња Омашница је насеље у Србији у општини Трстеник у Расинском округу. Према попису из 2022. било је 415 становника (према попису из 1991. било је 836 становника).

## Демографија
У насељу Горња Омашница живи 565 пунолетних становника, а просечна старост становништва износи 46,5 година (45,0 код мушкараца и 47,9 код жена). У насељу има 194 домаћинства, а просечан број чланова по домаћинству је 3,43.
Ово насеље је великим делом насељено Србима (према попису из 2002. године), а у последња три пописа, примећен је пад у броју становника.
|  |

| Демографија | Демографија | Демографија |
| Година      | Становника  | Становника  |
| ----------- | ----------- | ----------- |
| 1948.       | 944         |             |
| 1953.       | 969         |             |
| 1961.       | 998         |             |
| 1971.       | 956         |             |
| 1981.       | 910         |             |
| 1991.       | 836         | 741         |
| 2002.       | 665         | 785         |

| Етнички састав према попису из 2002.‍ | Етнички састав према попису из 2002.‍ | Етнички састав према попису из 2002.‍ | Етнички састав према попису из 2002.‍ | Етнички састав према попису из 2002.‍ |
| ------------------------------------ | ------------------------------------ | ------------------------------------ | ------------------------------------ | ------------------------------------ |
|                                      |                                      |                                      |                                      |                                      |
| Срби                                 | Срби                                 |                                      | 658                                  | 98,94%                               |
| непознато                            | непознато                            |                                      | 3                                    | 0,45%                                |

| Година пописа     | 1948. | 1953. | 1961. | 1971. | 1981. | 1991. | 2002. |
| ----------------- | ----- | ----- | ----- | ----- | ----- | ----- | ----- |
| Број домаћинстава | 175   | 183   | 201   | 198   | 191   | 184   | 194   |

| Број чланова      | 1  | 2  | 3  | 4  | 5  | 6  | 7 | 8 | 9 | 10 и више | Просек |
| ----------------- | -- | -- | -- | -- | -- | -- | - | - | - | --------- | ------ |
| Број домаћинстава | 26 | 57 | 29 | 29 | 18 | 20 | 8 | 7 | 0 | 0         | 3,43   |

| Пол    | Укупно | Неожењен/Неудата | Ожењен/Удата | Удовац/Удовица | Разведен/Разведена | Непознато |
| ------ | ------ | ---------------- | ------------ | -------------- | ------------------ | --------- |
| Мушки  | 273    | 55               | 196          | 20             | 1                  | 1         |
| Женски | 300    | 31               | 208          | 57             | 4                  | 0         |
| УКУПНО | 573    | 86               | 404          | 77             | 5                  | 1         |

| Пол    | Укупно                    | Пољопривреда, лов и шумарство | Рибарство                            | Вађење руде и камена | Прерађивачка индустрија       |
| ------ | ------------------------- | ----------------------------- | ------------------------------------ | -------------------- | ----------------------------- |
| Мушки  | 146                       | 98                            | 0                                    | 0                    | 24                            |
| Женски | 103                       | 77                            | 0                                    | 0                    | 15                            |
| УКУПНО | 249                       | 175                           | 0                                    | 0                    | 39                            |
| Пол    | Производња и снабдевање   | Грађевинарство                | Трговина                             | Хотели и ресторани   | Саобраћај, складиштење и везе |
| Мушки  | 0                         | 1                             | 8                                    | 1                    | 5                             |
| Женски | 0                         | 0                             | 4                                    | 1                    | 0                             |
| УКУПНО | 0                         | 1                             | 12                                   | 2                    | 5                             |
| Пол    | Финансијско посредовање   | Некретнине                    | Државна управа и одбрана             | Образовање           | Здравствени и социјални рад   |
| Мушки  | 0                         | 3                             | 2                                    | 1                    | 1                             |
| Женски | 0                         | 1                             | 1                                    | 2                    | 1                             |
| УКУПНО | 0                         | 4                             | 3                                    | 3                    | 2                             |
| Пол    | Остале услужне активности | Приватна домаћинства          | Екстериторијалне организације и тела | Непознато            | Непознато                     |
| Мушки  | 0                         | 0                             | 0                                    | 2                    | 2                             |
| Женски | 0                         | 0                             | 0                                    | 1                    | 1                             |
| УКУПНО | 0                         | 0                             | 0                                    | 3                    | 3                             |